# Tiny Toon Adventures (jeu vidéo)
 (juin 2015).
Si vous disposez d'ouvrages ou d'articles de référence ou si vous connaissez des sites web de qualité traitant du thème abordé ici, merci de compléter l'article en donnant les références utiles à sa vérifiabilité et en les liant à la section « Notes et références ».
Tiny Toon Adventures est un jeu vidéo édité et développé par Konami et sorti en 1992 sur NES. Il s'agit du premier jeu vidéo inspiré de la série éponyme.

## Scénario
Montana Max a enlevé Babs Bunny et c'est à Buster Bunny de la sauver.

## Système de jeu
Avant chaque monde, le joueur a le choix du personnage alternatif qu'il contrôlera en trouvant une balle étoilée : Plucky Duck, Dizzy le diable de Tasmanie et P'tit Minet. Chacun des trois personnages possède une particularité bien unique : Plucky peut voler brièvement, Dizzy se transformer en tornade et détruire les murs et quelques ennemis et P'tit Minet longer les surfaces verticales. Sinon, Buster peut sauter plus haut.

## Accueil
- Famitsu : 28/40[1]